# Andrzej Boryszewski
Andrzej Boryszewski, Andrzej Róża z Boryszewic herbu Poraj (ur. 1435, zm. 20 kwietnia 1510 w Łowiczu) – duchowny rzymskokatolicki, biskup koadiutor lwowski w latach 1488–1493, arcybiskup metropolita lwowski w latach 1493–1503, administrator apostolski przemyski w latach 1501–1503, arcybiskup metropolita gnieźnieński i prymas Polski w latach 1503–1510, interrex, senator I Rzeczypospolitej.

## Życiorys
Został mistrzem Akademii Krakowskiej, studiował też w Rzymie. Proboszcz łęczycki, archidiakon lwowski, kanonik gnieźnieńskiej kapituły katedralnej(od 1462), krakowski (od 1468), włocławski (od 1473) i poznański (od 1485), kantor gnieźnieński (od 1465) i sandomierski, prepozyt łęczycki (od 1469), scholastyk krakowski (od 1474), kustosz gnieźnieński (1490–1501), sekretarz kancelarii królewskiej (1479–1486), posiadał przywilej kreacji notarialnej, kolektor świętopietrza.
23 maja 1488 został prekonizowany biskupem koadiutorem arcybiskupa metropolity lwowskiego Jana Strzeleckiego (Wątróbki). Rządy w archidiecezji lwowskiej objął przed 26 sierpnia 1493. Był świadkiem wydania przywileju piotrkowskiego w 1496. 6 maja 1499 podpisał w Krakowie akt odnawiający unię polsko-litewską. 1 lutego 1501 został administratorem apostolskim diecezji przemyskiej. 3 października 1501 podpisał dekret elekcyjny Aleksandra Jagiellończyka na króla Polski. Był sygnatariuszem unii piotrkowsko-mielnickiej z 1501. 18 grudnia 1503 został przeniesiony na arcybiskupstwo gnieźnieńskie. Ingres odbył się w 28 lutego 1504. W 1505 na sejmie w Radomiu podpisał konstytucję Nihil novi. Jako komisarz królewski 18 września 1506 ogłosił statut Prus Królewskich. Na sejmie w Piotrkowie 8 grudnia 1506 podpisał dyplom elekcji Zygmunta I Starego na króla Polski i wielkiego księcia litewskiego.
Dbał o dobra materialne diecezji. Aktywnie uczestniczył w działalności dyplomatycznej i politycznej, w której reprezentował interesy dynastii Jagiellonów. Wspierał rozwój kultury humanistycznej w Polsce.

## Literatura dodatkowa
- Papée F., Boryszewski Andrzej, [w:] Polski Słownik Biograficzny. t. 2, Polska Akademia Umiejętności – Skład Główny w Księgarniach Gebethnera i Wolffa, Kraków 1936, s. 359–360. Reprint: Zakład Narodowy im. Ossolińskich, Kraków 1989, ISBN 83-04-03291-0.